# SuperSpy
SuperSpy war eine landesweit erscheinende tschechische Boulevardzeitung. Sie erschien ab dem 15. März 2005 und wurde von knapp 80.000 Menschen gelesen.
Herausgeber war Stratosféra s.r.o., ein im Besitz der Bauer Media Group befindliches Unternehmen, das in der Tschechischen Republik mehrere Zeitschriften herausgibt, darunter beispielsweise Jackie, Cosmogirl oder Cosmopolitan.
Im Dezember 2006 wurde die gedruckte Tageszeitung eingestellt.